# Buddenbrookowie – dzieje upadku rodziny
Buddenbrookowie – dzieje upadku rodziny (niem. Die Buddenbrooks) – niemiecki dramat filmowy z 2008 roku w reżyserii Heinricha Breloera. Adaptacja powieści pod tym samym tytułem z 1901 roku autorstwa Thomasa Manna.

## Fabuła
XIX wiek, Lubeka w burzliwym okresie narastającej konkurencji. Zajmujący się handlem Buddenbrookowie są jedną z najznamienitszych rodzin w mieście. Gdy Thomas (Mark Waschke) jest gotów przejąć ster po ojcu i poprowadzić rodzinną firmę, jego brat Christian (August Diehl) próbuje odciąć się od wszelkiej odpowiedzialności – buntując się przeciw wszystkiemu bierze ślub z wodewilową artystką.
W tej sytuacji obowiązek wzmocnienia rodzinnych więzów spada na ich siostrę, Tony (Jessica Schwarz). Gwałtowne przemiany gospodarcze i społeczne mają jednak wpływ także na wartości rodzinne. Osobiste dążenia, które dotychczas należało poświęcić dla dobra rodzinnego interesu obecnie grożą rozbiciem słynącej z ciężkiej pracy, wiary i wzajemnego szacunku dynastii. W dodatku jej sytuację komplikuje konkurent, który wykazuje się lepszym wyczuciem gwałtownie ewoluującego rynku.

## Obsada
- Armin Mueller-Stahl jako Johann „Jean” Buddenbrook
- Iris Berben jako Elisabeth „Betsy” Buddenbrook
- Jessica Schwarz jako Antonie „Tony” Buddenbrook
- August Diehl jako Christian Buddenbrook
- Raban Bieling jako Hanno Buddenbrook
- Léa Bosco jako Gerda Arnoldsen/Buddenbrook
- Mark Waschke jako Thomas Buddenbrook
- Maja Schöne jako Anna
- Nina Proll jako Aline Puvogel
- Martin Feifel jako Alois Permaneder
- Justus von Dohnányi jako Bendix Grünlich
- Alexander Fehling jako Morten Schwarzkopf
- André Hennicke jako Sigismund Gosch
- Fedja van Huêt jako Hermann Hagenström
- Sylvester Groth jako Kesselmayer

## Produkcja
Zdjęcia kręcono pomiędzy 31 lipca a 13 listopada 2007 roku w Lubece, Kolonii, Augsburgu i Brugii (udającej Amsterdam).